# Остенфельд (Північна Фризія)
Остенфельд (нім. Ostenfeld) — громада в Німеччині, розташована в землі Шлезвіг-Гольштейн. Входить до складу району Північна Фризія. Складова частина об'єднання громад Нордзе-Трене.
Площа — 27,67 км2. Населення становить 1522 ос. (станом на 31 грудня 2020).

## Галерея

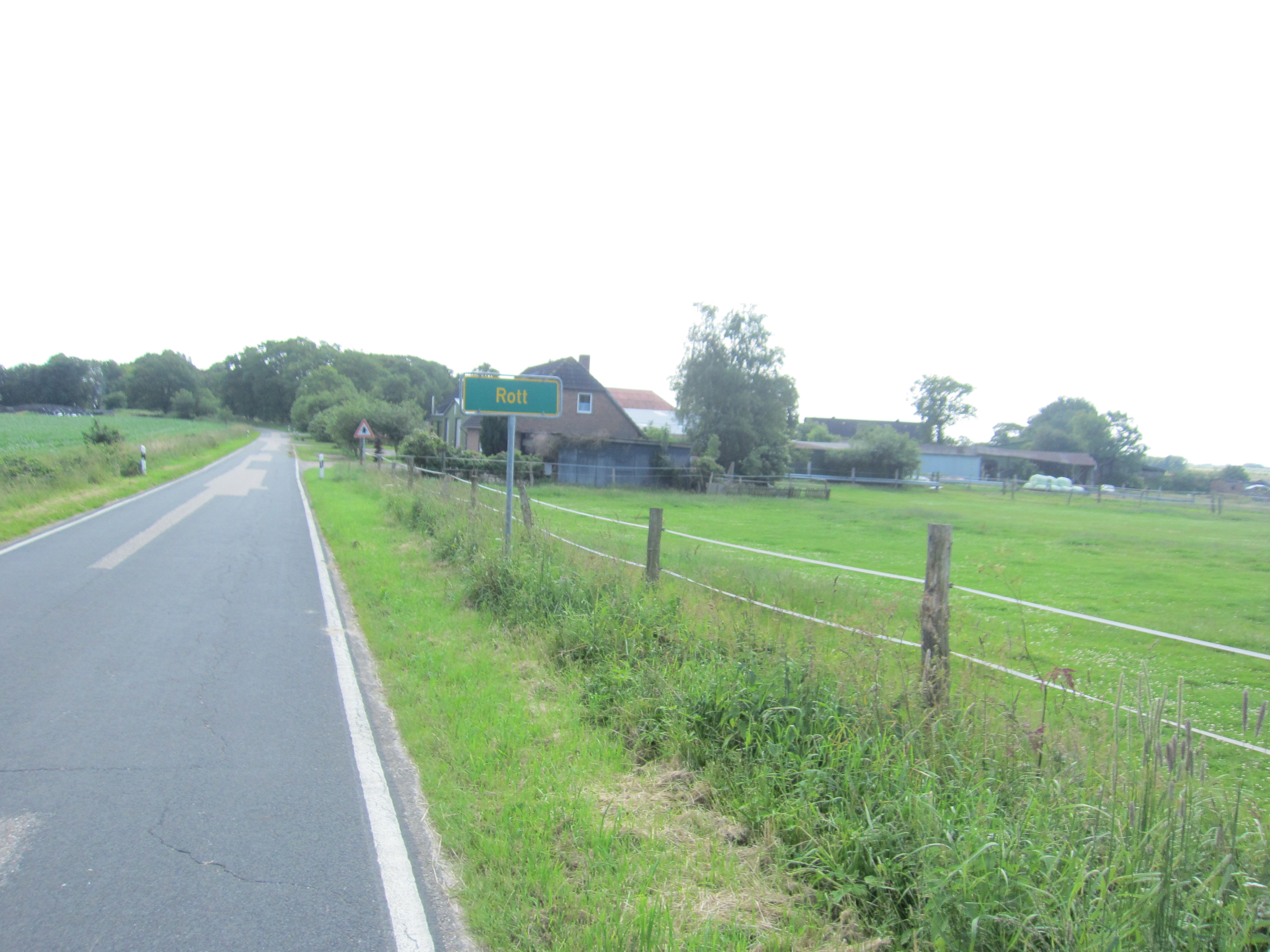
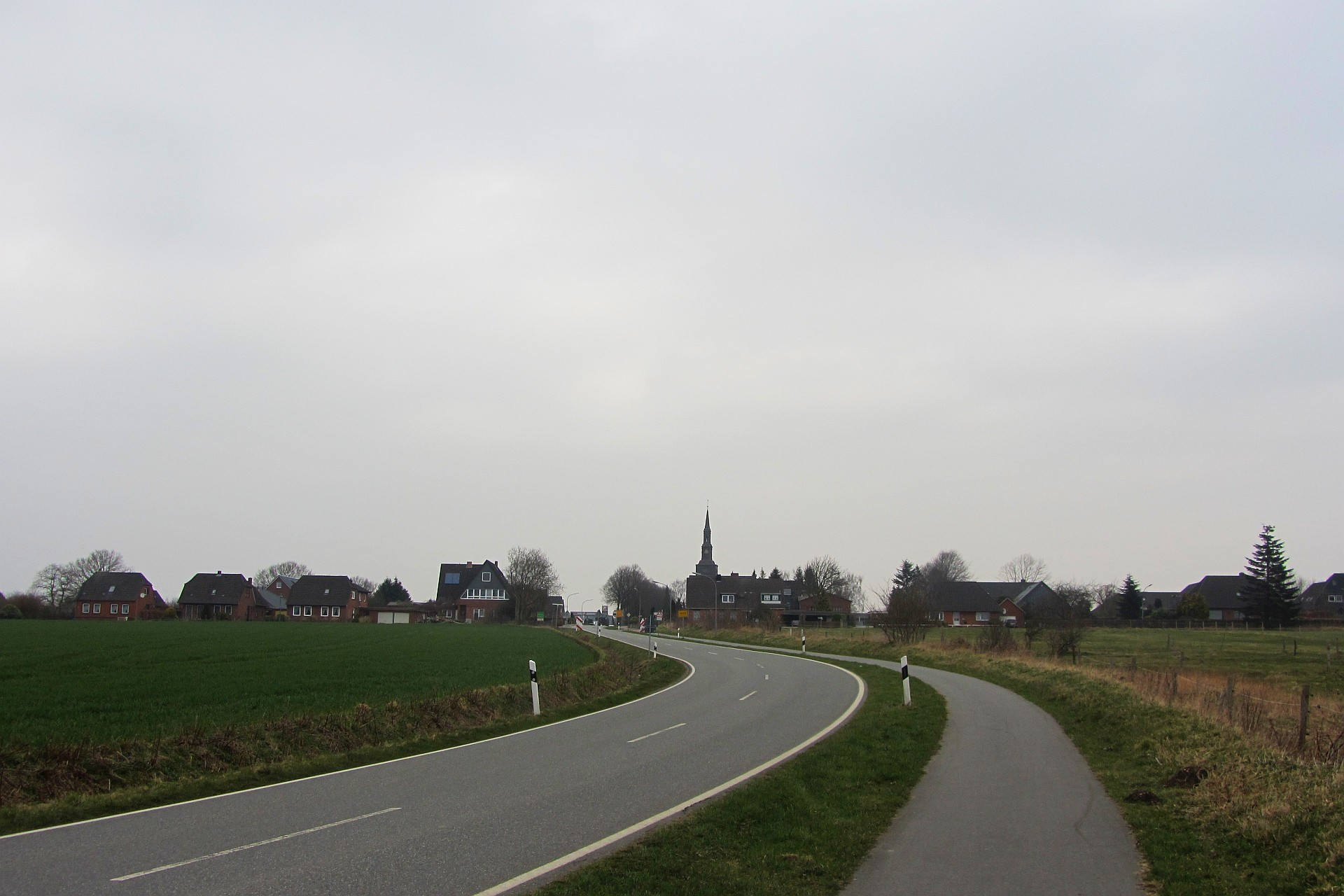
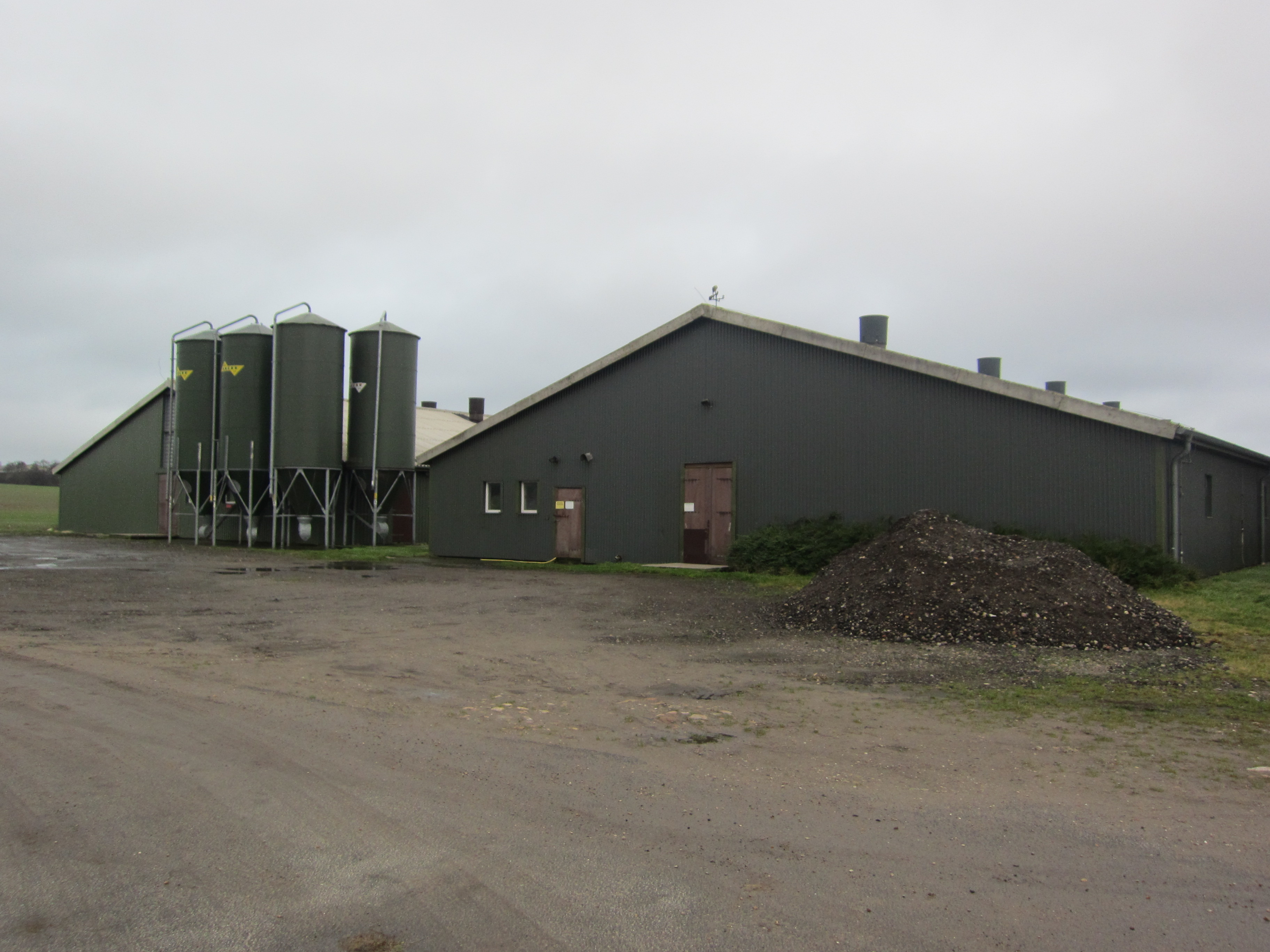